# Charles Kennedy
Charles Peter Kennedy, född 25 november 1959 i Inverness i Skottland, död 1 juni 2015 i Fort William i Skottland, var en brittisk politiker. Han var partiledare för Liberaldemokraterna 1999–2006.
Han studerade vid University of Glasgow där han tog en master-examen i statsvetenskap och filosofi och var aktiv i studentpolitiken. Efter sin examen arbetade han ett tag som journalist på BBC Highland. I valet 1983 invaldes han i underhuset för Social Democratic Party (SDP) för valkretsen Ross, Cromarty & Skye i skotska högländerna. Han blev omvald för denna valkrets och dess efterträdare Ross, Skye & Inverness West i de fyra följande parlamentsvalen. I parlamentsvalet i Storbritannien 2005, liksom 2010, valdes han i den nya valkretsen Ross, Skye and Lochaber. I valet 2015 förlorade Kennedy parlamentsplatsen till Ian Blackford från Scottish National Party.
I slutet av 1980-talet slogs SDP ihop med Liberal Party till Social and Liberal Democratic Party, senare omdöpt till Liberal Democrats (Liberaldemokraterna). Kennedy var den av SDP:s parlamentsledamöter som var mest positiv till en partisammanslagning. 
Efter att partiledaren Paddy Ashdown dragit sig tillbaka valdes Kennedy den 9 augusti 1999 till ny partiledare för Liberaldemokraterna. Kennedy var mestadels populär som partiledare. Under hans ledning blev valet 2001 en framgång för partiet, om än inget stort genombrott. Han och partiet tog ställning mot Irakkriget 2003.
I juli 2002 gifte sig Charles Kennedy med Sarah Gurling. Den 12 april 2005 födde hon deras barn, sonen Donald James Kennedy.
Under 2003 gick rykten om att Kennedy var vid dålig hälsa och även om att han skulle vara alkoholist. Efter flera spritrelaterade incidenter som snappats upp av brittiska tidningar, tvingades Kennedy bekräfta strax efter nyåret 2006 att han var alkoholist. Han sade att det var upp till hans parti att byta ut honom, men att han gärna ville fortsätta som partiledare. Efter några dagar i hetluften, då han även gjorde okänsliga uttalanden om Israels då dödssjuke premiärminister, meddelade han dock den 7 januari att han skulle avgå.